# Mezquita de Fittja
La Mezquita de Fittja es una mezquita situada en la ciudad de Fittja, cerca de Estocolmo, Suecia. Es de estilo turco y fue construida por la Asociación Cultural Islámica de Botkyrka, una asociación principalmente turca con más de 1.500 miembros. Se inauguró en 2007.
La mezquita, que comenzó a construirse en 1998 y se terminó en abril de 2007. Está construida en arquitectura de estilo turco, con una cúpula central con ventanas y paneles de madera de abedul y azulejos pintados a mano que cubren las paredes de la sala de oración. El minarete de la mezquita tiene 32,5 metros de altura En la sala de oración central, las mujeres tienen su lugar de rezo en una tribuna de 200 metros cuadrados de altura. La mezquita también alberga la residencia del imán de la asamblea.
En febrero de 2013, la Asociación Cultural Islámica Botkyrka presentó una solicitud a la policía para comenzar a transmitir las llamadas de oración de la mezquita. Dado que se trata de repetidas transmisiones de audio en lugares públicos, el caso debía ser autorizado por la policía. Según la Sociedad Islámica de Botkyrka, su solicitud era para una corta llamada de oración de 2-3 minutos, una vez a la semana, no cinco veces al día como es normal en los países de mayoría musulmana. En abril de 2013, la autoridad policial emitió una licencia por tiempo limitado, que era válida hasta el 20 de marzo de 2014. Las condiciones del permiso eran que los altavoces, colocados a la altura del balcón en el exterior del minarete y que el nivel de ruido no superara los 60 decibelios.
El 26 de abril de 2013 a las 12:57, fue la primera vez que se pudo escuchar en Suecia una llamada de oración desde un minarete. La llamada fue realizada en vivo, no a través de una grabación, por el imán Ergin Öcgem a través del micrófono y el altavoz del minarete.

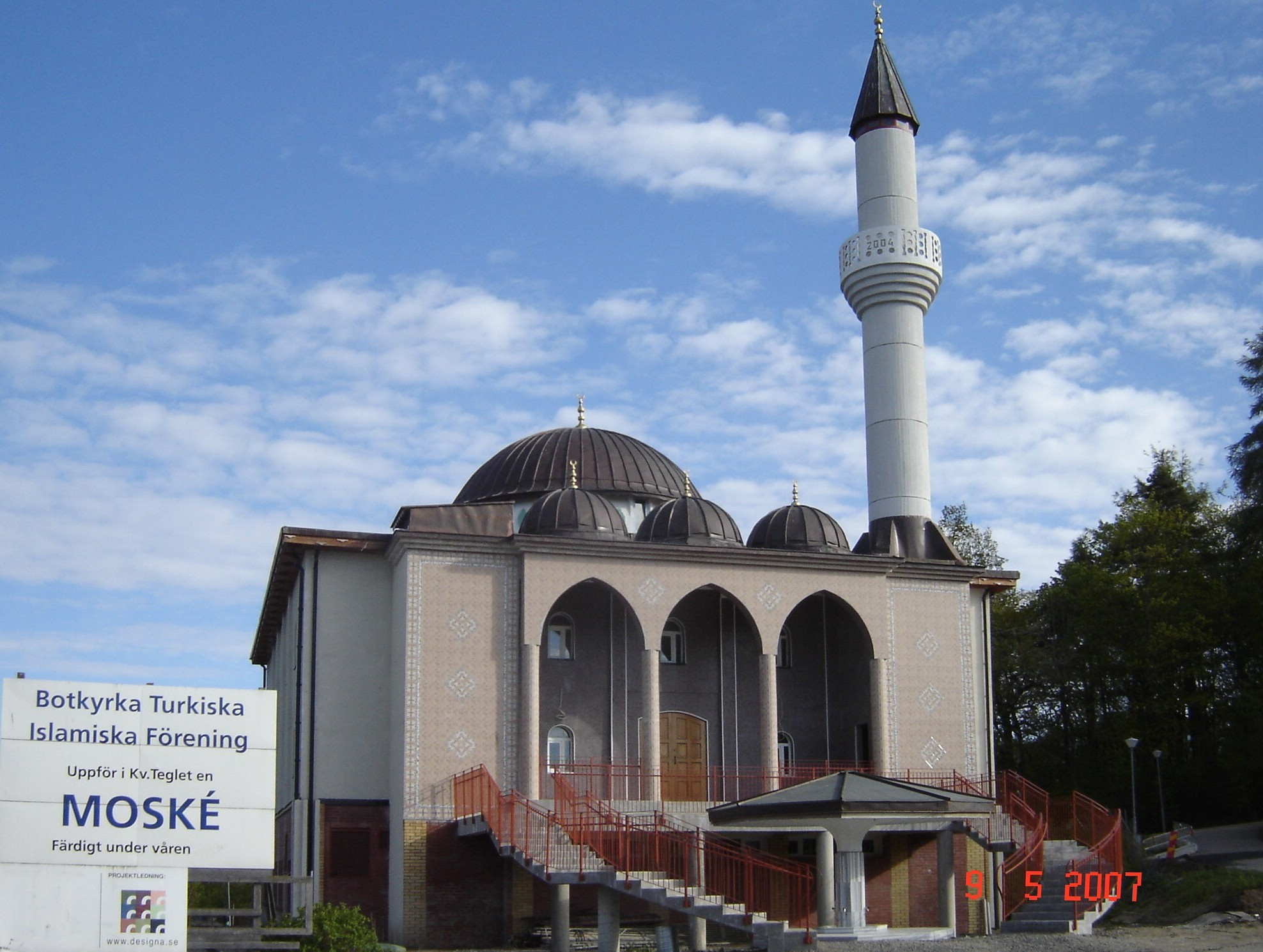
La mezquita en mayo de 2007
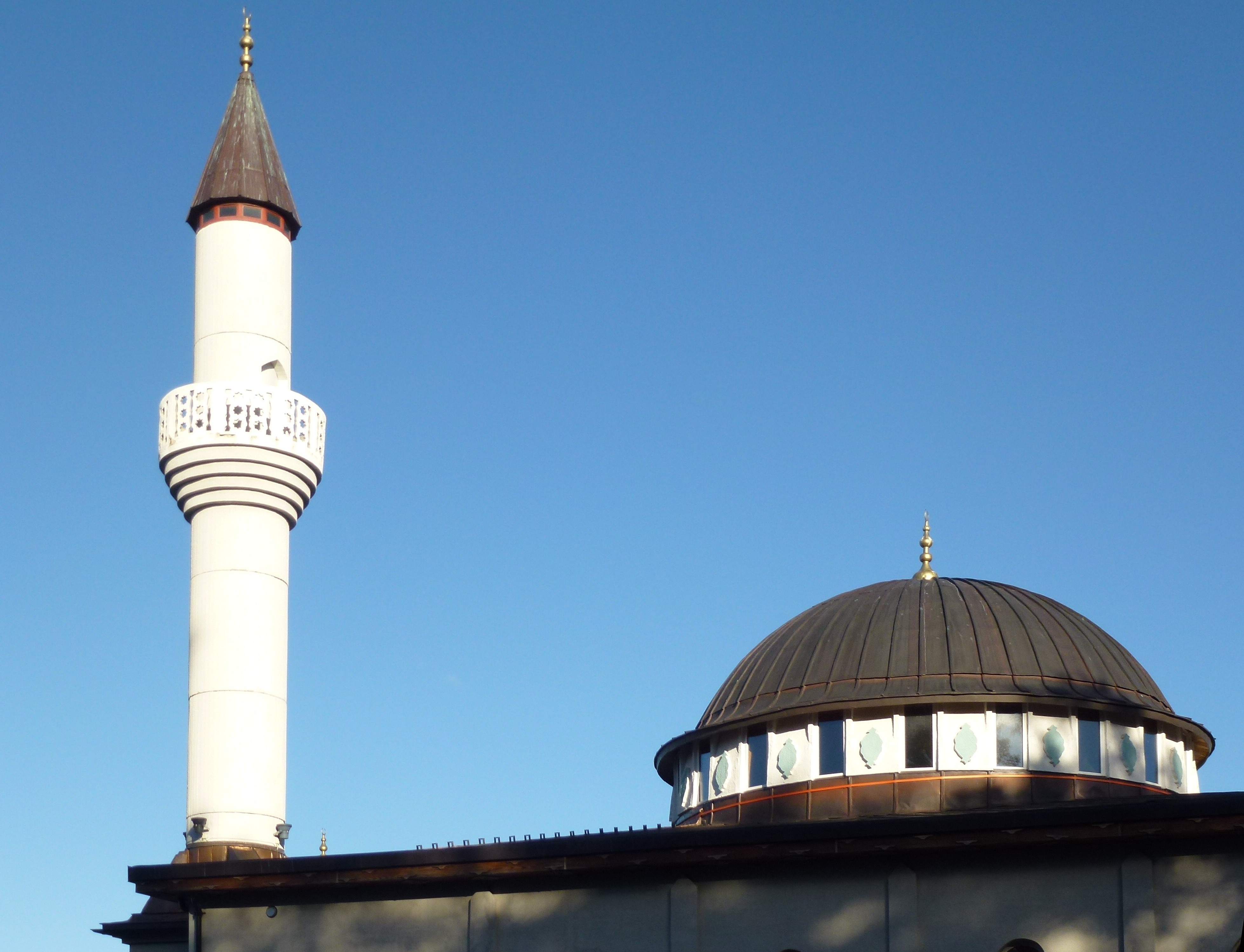
Minarete y cúpula
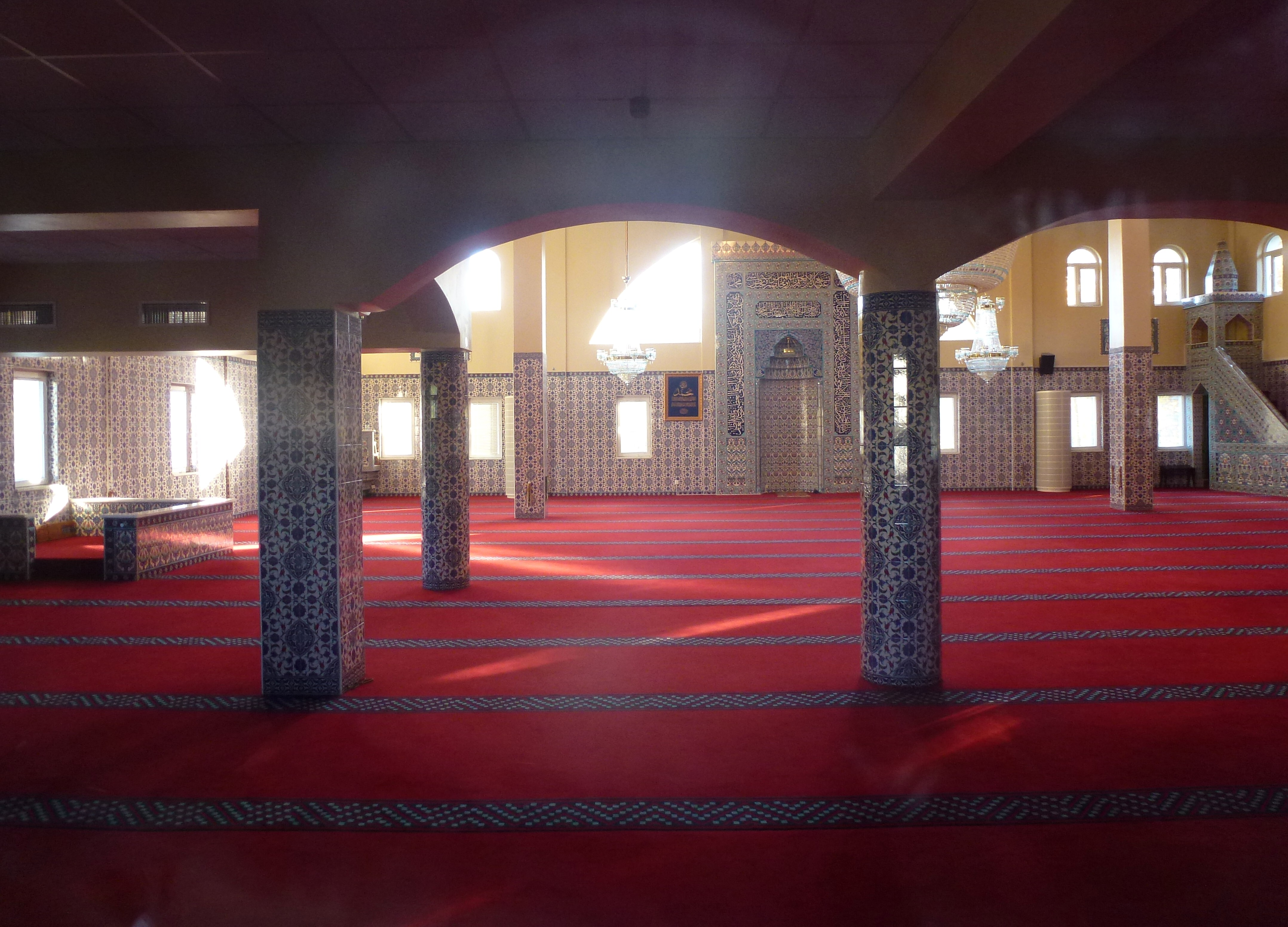
Sala de oración
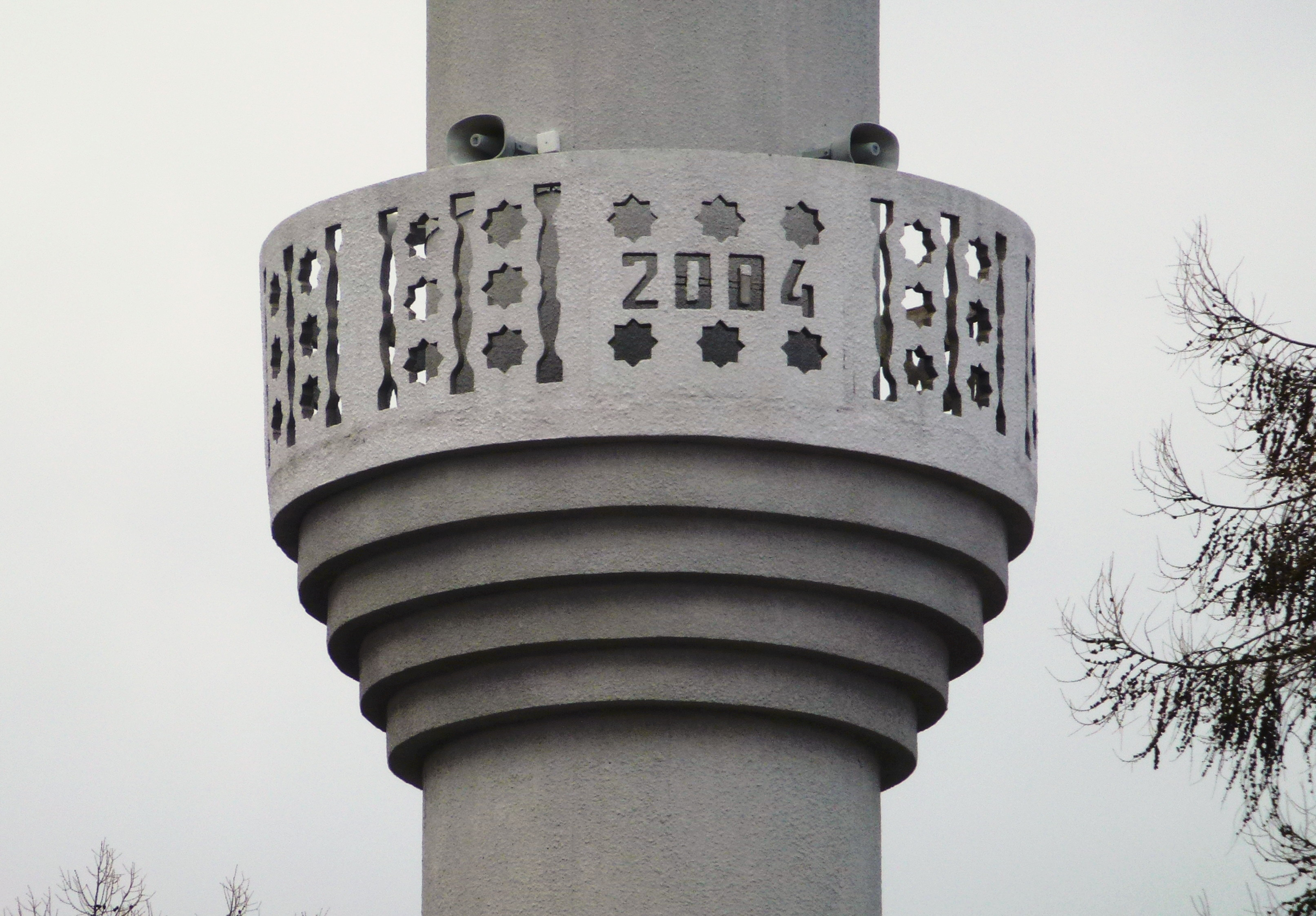
Minarete (detalle)